# USS George H.W. Bush (CVN-77)
USS George H.W. Bush este un portavion american, al zecelea și ultimul din clasa Nimitz. Este dotat cu patru turbine și doi reactori nucleari, având o viteză de 56 km/h. Are o lungime de peste 300 de metri, iar echipajul are 5680 de membri. A costat peste 6 miliarde de dolari americani. Portavionul a intrat în componența marinei militare americane în 2009. Este denumit după George H. W. Bush, cel de-al patruzeci și treilea vicepreședinte (1981 - 1989) și cel de-al patruzeci și unulea președinte al Statelor Unite ale Americii (1989 - 1993).

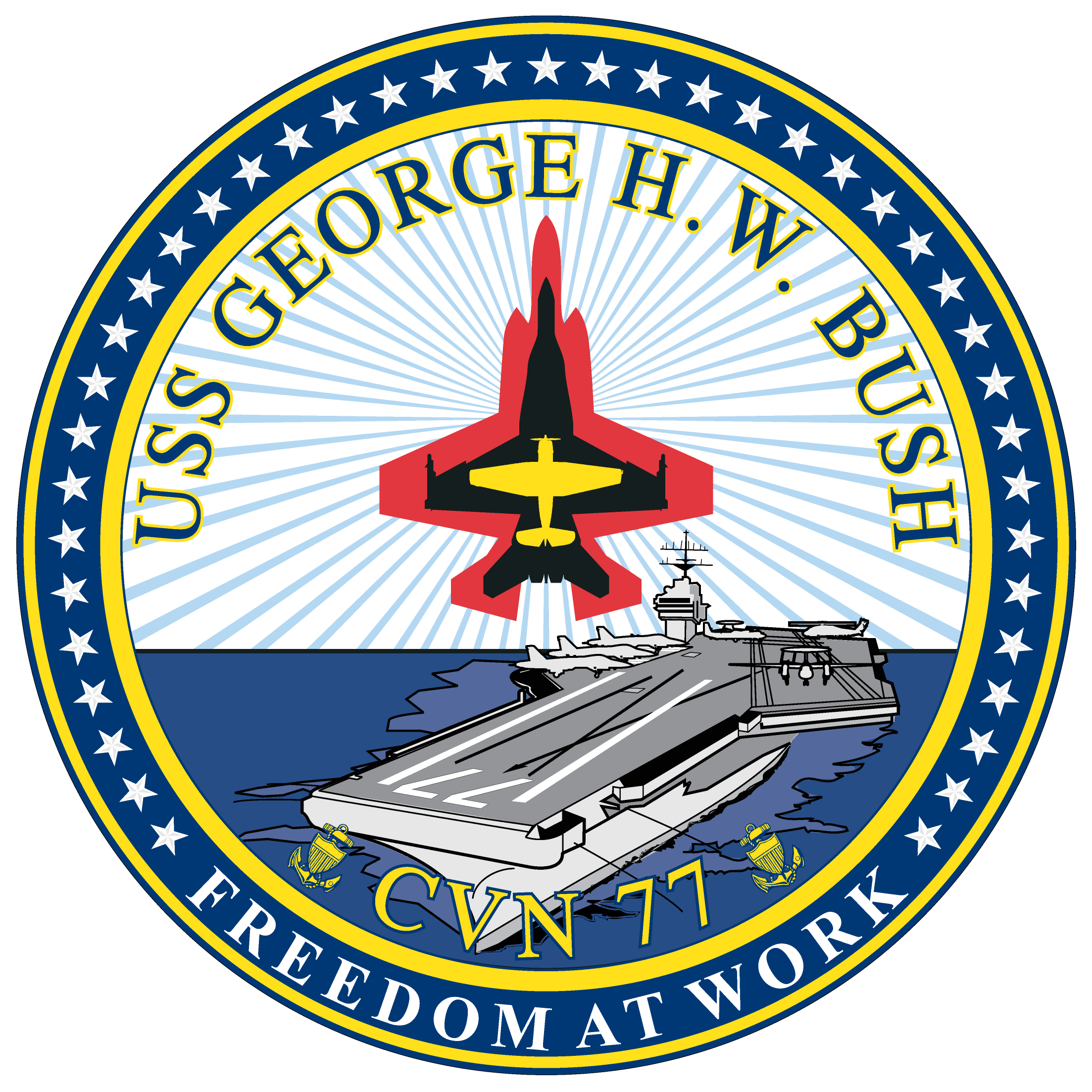